# ベビーシッター

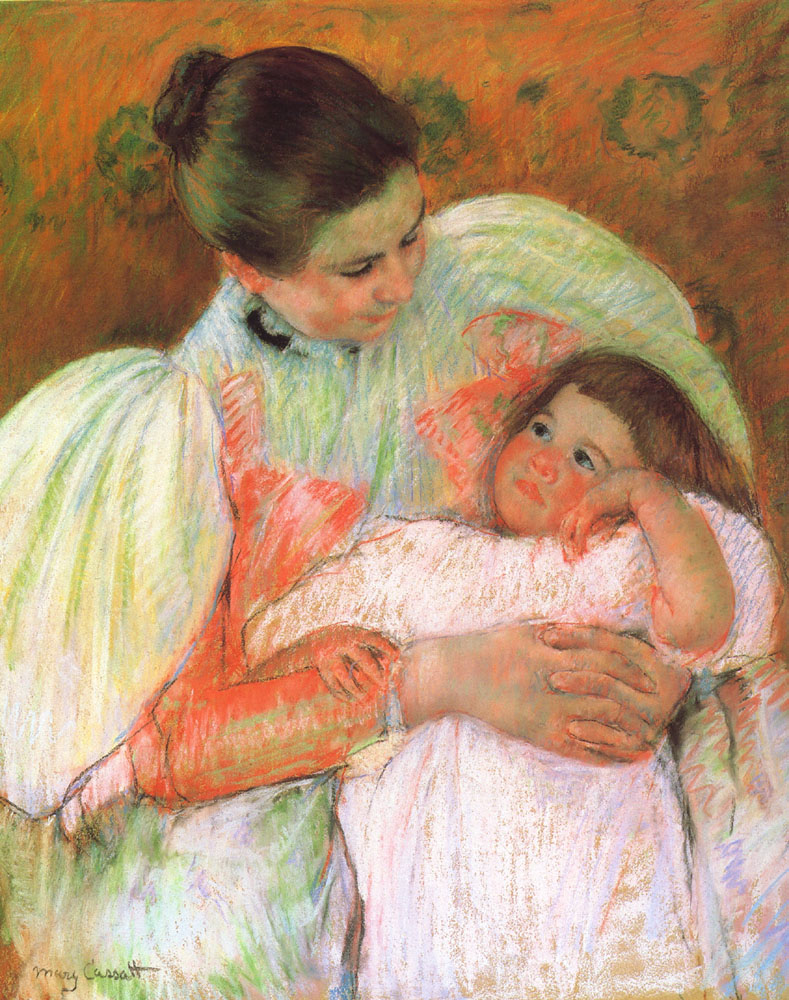
Nurse and Child（メアリー・カサット画、1896年）

ベビーシッター（英語: babysitter）とは、親に成り代わって乳幼児の世話をする人をいう。

## 概要
イギリスのヴィクトリア朝の裕福な家庭では、乳幼児の育児係の若い女性を雇う習慣が広くいきわたり、そういう女性をナース、もしくはチャイルド・ナースと呼んだ（メイド#英国（主にヴィクトリア朝）におけるメイドの種類参照）。チャイルドがついたのは、病人の看護をするナースと区別するためである。ウェット・ナース、ドライ・ナースと使い分ける場合もある。「ウェット」が、乳幼児の世話をするナースである（おしめやミルクなど濡れたものに触れる機会が多いため）。これらのナースという英語表現は、16世紀までは専ら乳母を意味しフローレンス・ナイチンゲールが近代看護の看護学校を立て上げる以前から使用されていたもので、「看護師」とそのままに訳してしまうと誤解を招く。上記のナースは、しばしば上流階級の家庭に住み込みで働いたものである。
のち、ナニーと呼ばれるイギリス独自のベビーシッターの職業が定着し、その養成校も設立された。看護師、保育士の専門教育が始まる時期と相前後しており、相互に刺激しあいながら教育カリキュラムが作られていった。
単なる小遣い稼ぎに数時間、近所の女の子が夜やってきて、両親の外出中、幼児を見ていてくれるのとはかなり違ったものである。
日本でも、近年は社会情勢の要求により、音楽や体育などの特殊家庭教師と従来のベビーシッターの業務を兼務する形で新たなサービスを展開する業者や、徒歩や公共交通機関を利用した送迎サービスをベビーシッターの業務とともに行う業者など、サービスの多様化がみられる。

## 日本での実態および事件について

### 保育の質の問題
しかし、日本ではベビーシッターの資格制度が全く無く、誰でもインターネットのマッチングサイトに登録すると開業できることにより、時折事件や事故が発生している。これは、公的保育施設の絶対数不足や上昇を続ける物価・税金に反して所得の上昇が抑制されている事から生活の維持・向上の為に共働きを選択せざるを得ず、危険を承知で子供を預けざるを得ない保護者の事情もある。

### 子どもに対する性加害と性被害防止策を巡る論争
ベビーシッターによる子どもへの性犯罪を防止し、預けられた子どもを性被害から守るためには、子どもを性的搾取の対象とするベビーシッターを排除し、保育の質を保つことが重要とされる。しかし、日本においては子どもへの性犯罪を防ぐための仕組みや制度が確立しておらず、ベビーシッターによる性犯罪の防止策については民間企業に委ねられているのが実態である。また、具体的な防止策を巡っては、「男性のみを対象としてベビーシッターの新規受付を停止する」という措置を講じた企業が性差別などの観点から批判を受け、論争に発展したものも存在する。

### ベビーシッターの資格
2020年現在、日本にはベビーシッターの国家資格はなく、民間資格のみが存在する。

2000年(平成12年)から、公益社団法人全国保育サービス協会が在宅保育（個別保育）のプロとして、ベビーシッターの専門性を高めるために「認定ベビーシッター」資格を付与する資格認定制度を行っている。取得方法は2つあり、ひとつは協会主催の研修会を受講し、認定試験を受ける方法。もう一つは「認定ベビーシッター資格取得指定校」として協会が指定した保育士を養成する学校において、保育士資格取得のための指定科目のほかに「在宅保育」に関する科目を履修し単位を取得し、卒業（卒業見込みを含む）すると「認定ベビーシッター」資格が付与される。
株式会社ポピンズが、社内向けの事業としてやっているポピンズナニースクール（教育ベビーシッター養成講座）」と、その修了者を認定する、「ポピンズナニー検定」がある。これはイギリスのナニー養成校として知られたノーランド・カレッジの養成プログラムを基礎にしたものである。「ナニー」という呼び名は、ノーランド・カレッジを卒業したベビーシッターの呼び名である。
一般財団法人日本医療教育財団が行う「ベビーシッター技能認定」、日本チャイルドマインディング＆エデュケア協会(ACE)認定「ベビーシッター」など、通学・通信講座を受講することで認定を受けることができる。
NPO法人日本チャイルドマインダー協会は、子育て支援員の養成を行っている。